# Daniel Robertson (baseball, 1994)
Pour les articles homonymes, voir Daniel Robertson (baseball, 1985).
Daniel Ray Robertson (né le 22 mars 1994 à Upland, Californie, États-Unis) est un joueur d'arrêt-court des Rays de Tampa Bay de la Ligue majeure de baseball.

## Carrière
Joueur à l'école secondaire de sa ville natale d'Upland en Californie, Daniel Robertson est réclamé par les Athletics d'Oakland en première ronde du repêchage amateur de 2012 et est le 34e athlète choisi par un club du baseball majeur cette année-là. Il amorce en 2012 sa carrière professionnelle en ligues mineures avec des clubs affiliés aux Athletics.
Le 10 janvier 2015, il est impliqué dans un échange important lorsqu'il passe aux Rays de Tampa Bay avec le receveur John Jaso et le voltigeur des ligues mineures Boog Powell, dans la transaction qui envoie à Oakland le joueur d'utilité étoile Ben Zobrist et l'arrêt-court Yunel Escobar. 
Robertson poursuit sa progression en ligues mineures et fait ses débuts dans les majeures avec Tampa Bay le 4 avril 2017.